# Ashton (St. Vincent und die Grenadinen)
Ashton ist eine Hafenstadt auf der Insel Union Island, die dem Staat St. Vincent und die Grenadinen angehört. Sie liegt an der Südküste der Insel.